# Liuhe (köpinghuvudort i Kina, Jiangsu Sheng, lat 31,51, long 121,26)
Liuhe är en köpinghuvudort i Kina. Den ligger i provinsen Jiangsu, i den östra delen av landet, omkring 240 kilometer öster om provinshuvudstaden Nanjing. Antalet invånare är 66 752. Befolkningen består av 32 499 kvinnor och 34 253 män. Barn under 15 år utgör 8,0 %, vuxna 15-64 år 79 %, och äldre över 65 år 12,0 %.
Runt Liuhe är det mycket tätbefolkat, med 10 000 invånare per kvadratkilometer. Närmaste större samhälle är Xuhang, 10,6 km söder om Liuhe. Trakten runt Liuhe består till största delen av jordbruksmark.
Genomsnittlig årsnederbörd är 1 436 millimeter. Den regnigaste månaden är augusti, med i genomsnitt 208 mm nederbörd, och den torraste är januari, med 53 mm nederbörd.